# Championnats de Hongrie d'escrime 1905
Navigation
Édition précédente Édition suivante
Les championnats de Hongrie d'escrime 1905 ont lieu du 28 avril au 30 avril 1905 à Budapest. Ce sont les sixièmes championnats d'escrime en Hongrie. Ils sont organisés par la MVSz.
Les championnats comportent seulement deux épreuves, le fleuret masculin et le sabre masculin. Béla Békessy remporte les deux épreuves.

## Classements
| Épreuves          | Or               | Argent             | Bronze                               |
| ----------------- | ---------------- | ------------------ | ------------------------------------ |
| Fleuret           |                  |                    |                                      |
| Hommes individuel | Béla Békessy MAC | Péter Tóth MAC     | Dezső Lestyánszky MAC et Fővárosi VC |
| Sabre             |                  |                    |                                      |
| Hommes individuel | Béla Békessy MAC | Ervin Mészáros MAC | Géza Krencsey MAC                    |